# Dorcus Ajok
Dorcus Ajok (sinh ngày 12 tháng 7 năm 1994) là một vận động viên chạy cự ly trung bình người Uganda. Cô đại diện cho đất nước của mình trong 800 mét tại Giải vô địch thế giới 2017 lọt vào bán kết. Ngoài ra, cô đã giành được huy chương vàng trong 1500 mét tại Đại học Mùa hè 2015.

## Hoàn cảnh và giáo dục
Dorcus Ajok được sinh ra ở tiểu quận Akura, ngày nay là quận Alebtong. Cô là con thứ hai trong số chín đứa trẻ do Dicken Atworo, một giáo viên và Margaret Akello, một bà nội trợ sinh ra.
Cô học tại trường tiểu học Dokolo trước khi chuyển sang trường cấp hai Aloi cho cấp độ O (UCE) của mình. Sau đó, cô theo học trường Cao đẳng Sáng, Lira cho cấp A của mình sau khi gia nhập Đại học Ndejje .

## Giải đấu quốc tế
| Năm                 | Giải đấu            | Địa điểm               | Thứ hạng            | Nội dung            | Chú thích           |
| Representing Uganda | Representing Uganda | Representing Uganda    | Representing Uganda | Representing Uganda | Representing Uganda |
| ------------------- | ------------------- | ---------------------- | ------------------- | ------------------- | ------------------- |
| 2013                | Universiade         | Kazan, Russia          | –                   | 800 m               | DQ                  |
| 2013                | Universiade         | Kazan, Russia          | 11th                | 1500 m              | 4:25.83             |
| 2015                | Universiade         | Gwangju, South Korea   | 6th (h)             | 800 m               | 2:04.701            |
| 2015                | Universiade         | Gwangju, South Korea   | 1st                 | 1500 m              | 4:18.53             |
| 2015                | Universiade         | Gwangju, South Korea   | 5th                 | 4 × 400 m relay     | 3:45.40             |
| 2017                | World Championships | London, United Kingdom | 21st (sf)           | 800 m               | 2:02.00             |
| 2017                | Universiade         | Taipei, Taiwan         | 3rd                 | 800 m               | 2:03.22             |
| 2017                | Universiade         | Taipei, Taiwan         | 2nd                 | 1500 m              | 4:19.48             |
| 2017                | Universiade         | Taipei, Taiwan         | 6th                 | 4 × 400 m relay     | 3:43.38             |
| 2018                | Commonwealth Games  | Gold Coast, Australia  | 6th                 | 800 m               | 2:01.22             |
| 2019                | Universiade         | Naples, Italy          | 3rd                 | 800 m               | 2:02.31             |

1 bị loại ở bán kết

## Thành tích cá nhân tốt nhất
Ngoài trời
- 800 mét - 2: 00,79 (Huelva 2017)
- 1500 mét - 4: 16,44 (Kazan 2013)
- Một dặm - 4: 43.1 (Kampala 2014)